# Сен-Жан-де-Бонваль
Сен-Жан-де-Бонва́ль (фр. Saint-Jean-de-Bonneval) — коммуна во Франции, находится в регионе Шампань — Арденны. Департамент — Об. Входит в состав кантона Буйи. Округ коммуны — Труа.
Код INSEE коммуны — 10342.
Коммуна расположена приблизительно в 150 км к юго-востоку от Парижа, в 95 км южнее Шалон-ан-Шампани, в 14 км к югу от Труа.

## Население
Население коммуны на 2008 год составляло 396 человек.
| 1962 | 1968 | 1975 | 1982 | 1990 | 1999 | 2008 |
| ---- | ---- | ---- | ---- | ---- | ---- | ---- |
| 295  | 284  | 261  | 329  | 354  | 351  | 396  |

## Экономика
В 2007 году среди 262 человек в трудоспособном возрасте (15—64 лет) 197 были экономически активными, 65 — неактивными (показатель активности — 75,2 %, в 1999 году было 76,8 %). Из 197 активных работали 184 человека (99 мужчин и 85 женщин), безработных было 13 (7 мужчин и 6 женщин). Среди 65 неактивных 27 человек были учениками или студентами, 29 — пенсионерами, 9 были неактивными по другим причинам.

## Фотогалерея

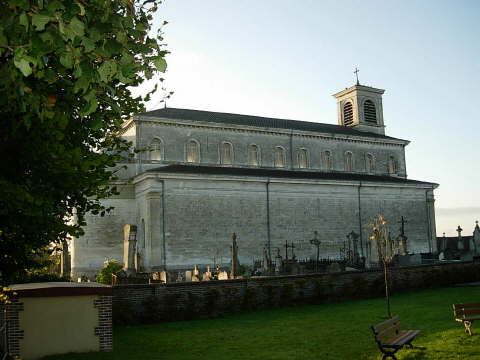
Церковь Сен-Жан
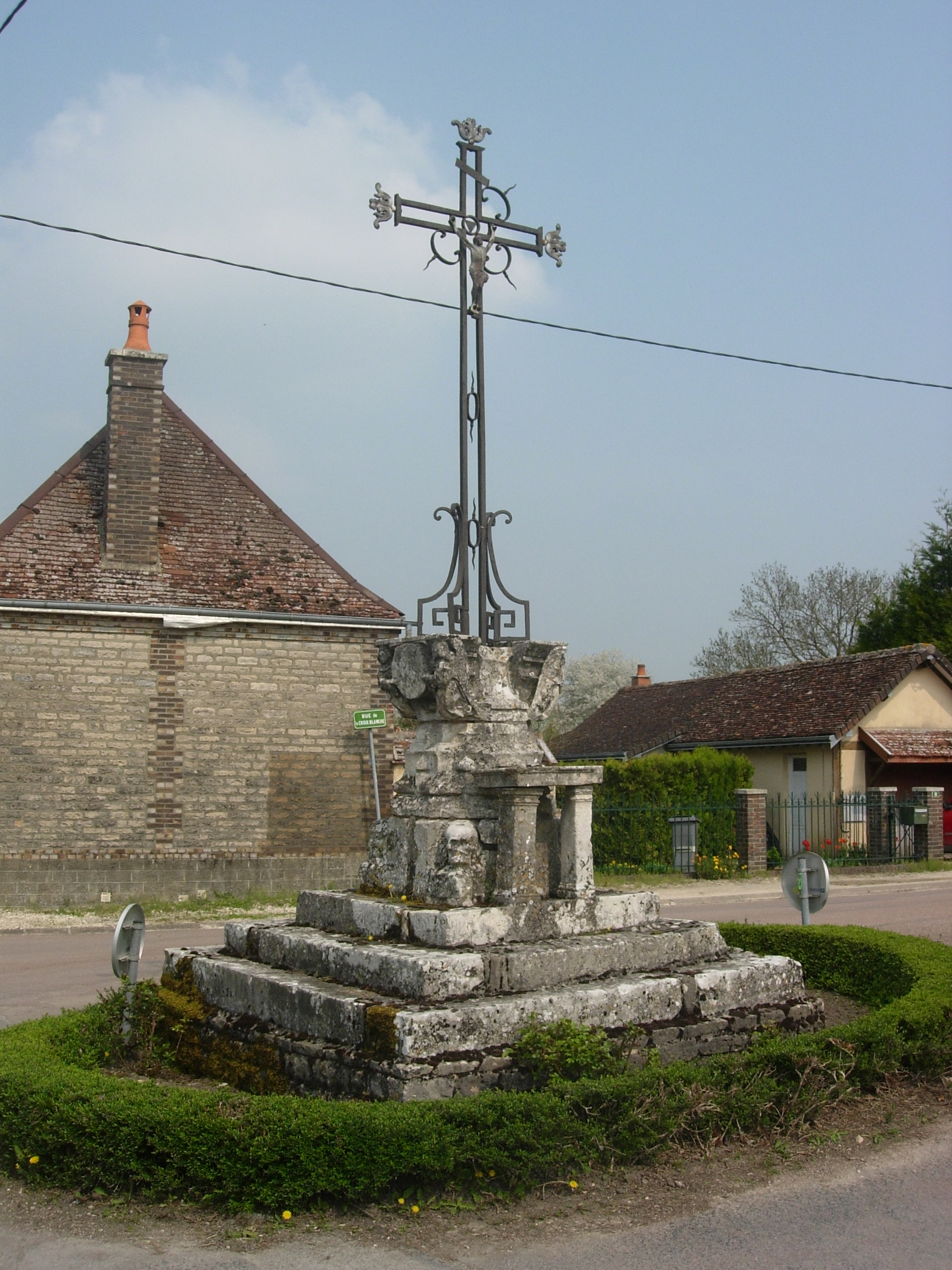
Крест XVII века
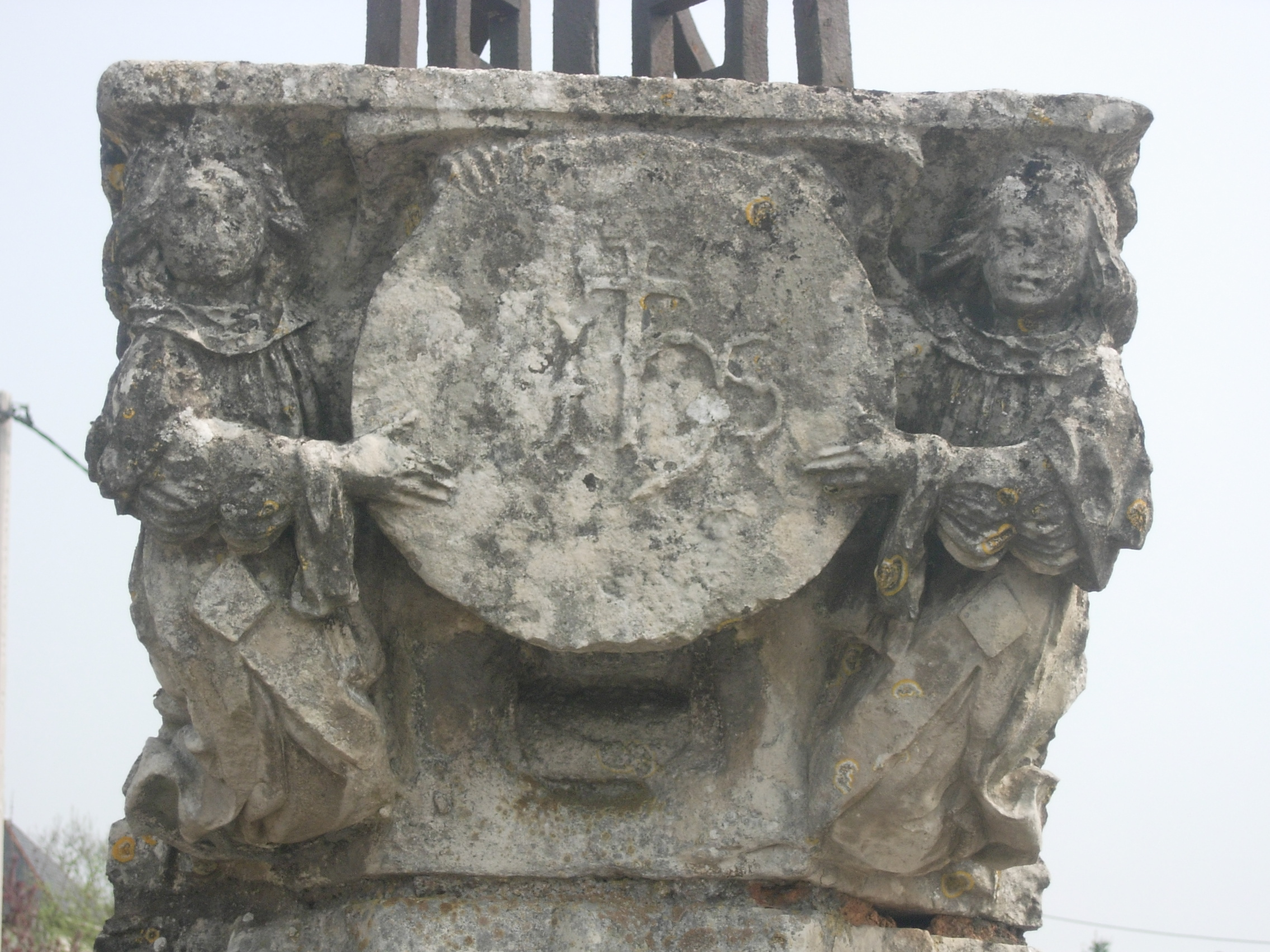
Деталь креста
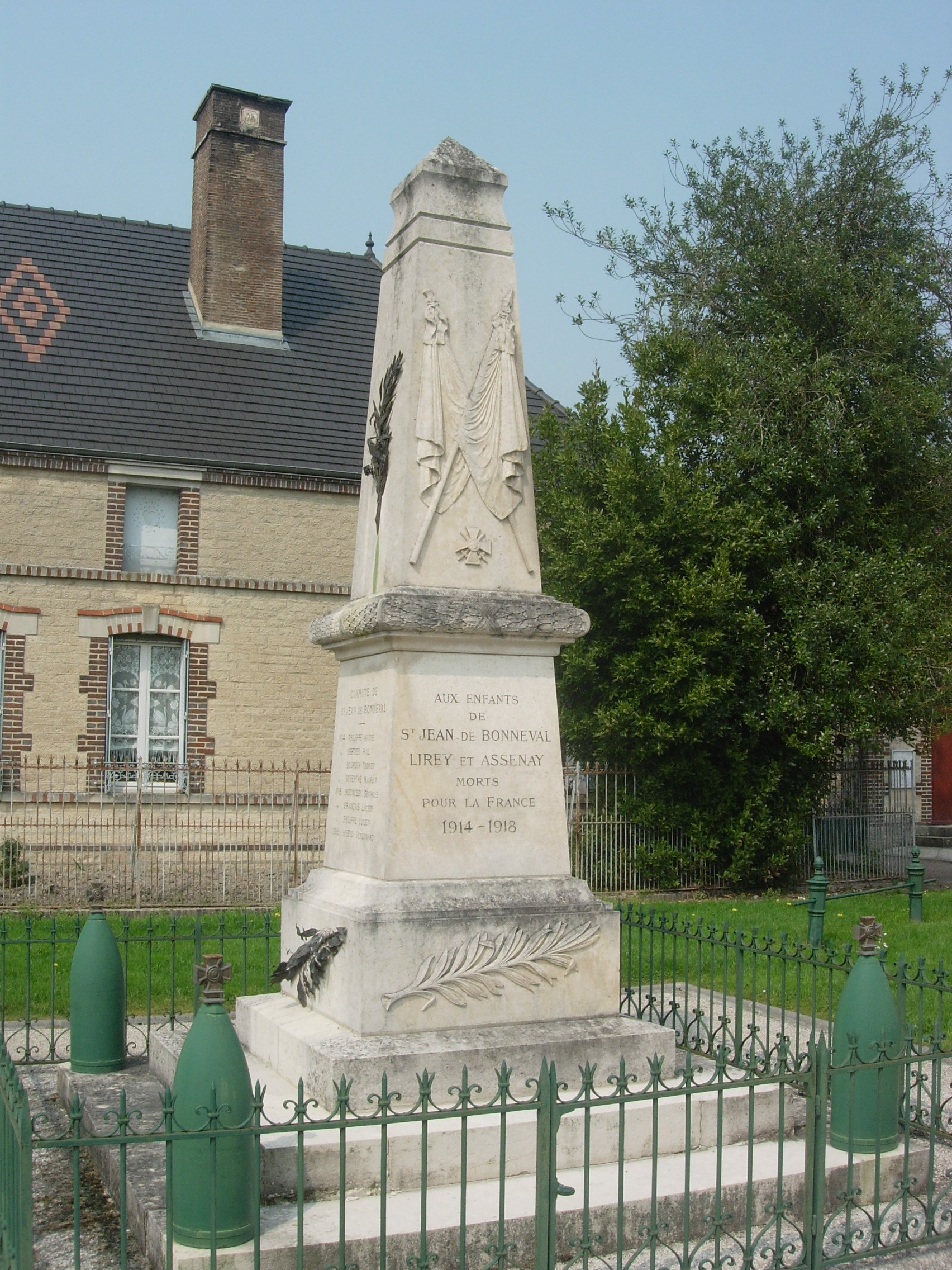
Памятник погибшим в Первой мировой войне